# Conchylodes vincentalis
Conchylodes vincentalis là một loài bướm đêm trong họ Crambidae.